# Martino Finotto
Martino Finotto (ur. 11 listopada 1933 w Camporosso, zm. 13 sierpnia 2014) – włoski kierowca wyścigowy.

## Kariera
Finotto rozpoczął karierę w międzynarodowych wyścigach samochodowych w 1974 roku od startów w European Touring Car Championship. Z dorobkiem 34 punktów uplasował się tam na siódmej pozycji w klasyfikacji generalnej. W tym samym roku był piąty w wyścigu Giro d'Italia oraz nie ukończył 24-godzinnego wyścigu Le Mans. W późniejszych latach Włoch pojawiał się także w stawce World Sportscar Championship, World Challenge for Endurance Drivers, FIA World Endurance Championship, IMSA Camel Lights oraz World Sports-Prototype Championship.